# Janine Melnitz
Janine Melnitz è un personaggio di finzione dei film: Ghostbusters - Acchiappafantasmi (1984), Ghostbusters II (1989), Ghostbusters: Legacy (2021) e Ghostbusters - Minaccia glaciale (2024) oltre che delle serie animate e del videogame dedicati ai personaggi dell'omonimo media franchise.

## Caratterizzazione
Nei primi due film e nelle serie animate, Janine è la segretaria del gruppo di ex scienziati che esercitano la professione di cacciatori paranormali. Come carattere appare diligente ma anche fredda e apatica verso l'attività del gruppo (e pure nelle risposte alle frecciatine di Peter Venkman), tuttavia dimostra di tenere molto al suo lavoro, vista la sua esultanza per l'arrivo dei primi clienti. Nel primo film e nelle due serie animate Janine dimostra di avere una cotta mal celata per Egon Spengler, mentre nel secondo film si dimostra attratta da Louis Tully, diventato commercialista del gruppo. In Ghostbusters: Legacy si scopre che è rimasta una grande amica di Egon, fino alla sua morte. In alcune puntate delle serie animate, nella sua relativa versione in action figure e nel film Ghostbusters - Minaccia glaciale, Janine entra a far parte ufficialmente degli Acchiappafantasmi non solo come segretaria ma come cacciatrice del paranormale assieme ai suoi colleghi e amici.

## Concezione e sviluppo
Nei film è stata interpretata da Annie Potts e doppiata nella serie animata The Real Ghostbusters da Laura Summer e Kath Soucie. Nel primo film, il personaggio ha la voce italiana di Emanuela Giordano, mentre nel secondo ha la voce di Cristiana Lionello, stessa doppiatrice del personaggio nella serie a cartoni animati e nel terzo film. In Extreme Ghostbusters ha le voci di Pat Musick in originale e di Stefania Patruno in italiano. In Ghostbusters: Il videogioco, Janine ha nuovamente la voce di Annie Potts, mentre in italiano è doppiata da Cinzia Massironi.